# EFC PW 1885
EFC PW 1885 (Enschedese Football Club Prinses Wilhelmina) ist ein niederländischer Amateurfußballverein aus Enschede, der im Juni 1885 gegründet wurde. Der EFC PW gewann zwischen 1899 und 1907 fünfmal die ostniederländische Meisterschaft und war 1905 Finalist beim Challenge international du Nord.
Der große Pionier des Enschede-Fußballs war Bernard van Heek, ein Mitglied der wohlhabenden Textilfamilie der Stadt. Er brachte den Fußball von England in die ostniederländische Stadt und gründete am 30. Juni 1885 im Hotel Amelink den Enschedesche FC, den ersten Fußballverein der Stadt. Die frühen Spiele wurden gegen Prinses Wilhelmina ausgetragen, bis sich die beiden Vereine am 10. Oktober 1888 zusammenschlossen. Vor der Gründung des EFC PW spielte der Verein hauptsächlich gegen sich selbst, bis 1897 der EV & AC De Tubanters gegründet wurde und somit ein neuer Gegner zur Verfügung stand.
EFC PW dominierte die ostniederländische Meisterschaft zwischen 1899 und 1907 und gewann den Titel fünfmal. 1905 erreichte EFC PW das Finale des Challenge international du Nord, einem Wettbewerb, an dem Teams aus Nordfrankreich, Belgien, den Niederlanden, England und der Schweiz teilnahmen. Sie besiegten im Halbfinale den Racing Club de France mit 2-1, unterlagen jedoch im Finale Union SG mit 1-3.
Der Eishockeyclub EHC PW aus Enschede entstand ursprünglich aus dem EFC PW und wurde am 18. Dezember 1969 unabhängig.

## Name
Der Vereinsname Enschedese Prinses Wilhelmina (kurz EFC PW 1885) setzt sich aus den Fußballvereinen Enschedese FC (EFC) und Prinses Wilhelmina (PW) zusammen, die sich am 10. Oktober 1888 fusionierten. Der Verein wurde nach Wilhelmina benannt, der niederländischen Königin von 1890 bis 1948, da PW an ihrem Geburtstag gegründet wurde. Somit ist EFC PW 1885 einer von mehreren Fußballvereinen, die nach der niederländischen Königin benannt wurden, darunter Vereine wie Wilhelmina ‘26, RKVV Wilhelmina, WV-HEDW, Wilhelmina ‘08 und v.v Wilhelmina Boys.

## Ehemalige Spieler
- Willem Janssen (1880–1976)

## Titel und Erfolge
- Ostniederländischer Meister (5×) (1899 bis 1907)
- Challenge international du Nord – Finalist 1905